# Place Maria-Gomez-Alvarez
La place Maria-Gomez-Alvarez est une voie de Toulouse, chef-lieu de la région Occitanie, dans le Midi de la France. Elle se trouve dans le quartier de l'Oncopole, dans le secteur 6 - Ouest.

## Situation et accès

### Description
La place Maria-Gomez-Alvarez est une voie publique. Elle forme un parallélogramme de 55 m sur 30 m environ, pour une superficie totale de 17 000 m2 environ. Elle est accessible seulement par la route d'Espagne, au niveau du rond-point qui se forme face à l'entrée du dépôt de bus de Langlade, exploité par Tisséo (actuel no 126). Elle est cependant rendue inaccessible par la mise en place d'obstacles constitués d'une barrière Jersey et de blocs de béton.

### Voies rencontrées
La place Maria-Gomez-Alvarez rencontre les voies suivantes, dans l'ordre des numéros croissants :
1. Route d'Espagne

### Transports
La place Maria-Gomez-Alvarez n'est pas directement traversée par les transports en commun. Elle débouche cependant sur la route d'Espagne, à proximité immédiate des arrêts des lignes de Linéo L5 et de bus 152.
Il n'existe en revanche pas de stations de vélos en libre-service VélôToulouse à proximité de la place Maria-Gomez-Alvarez.

## Odonymie
La place est nommée en hommage à María Gómez Álvarez (ca) (1914-1975). Elle naît à Gijón, dans les Asturies (Espagne), d'un père dentiste. Elle suit des études à la faculté de médecine (es) de Valladolid. Elle se spécialise d'abord dans la médecine du travail et rencontre les ouvriers des mines de la région de Palencia. Elle adhère à la section Santé du syndicat anarchiste de la Confédération nationale du travail (C.N.T.). En 1936, lorsque la guerre d'Espagne éclate entre nationalistes et républicains, elle travaille dans plusieurs hôpitaux des Asturies. En 1937, à la suite de la conquête de la région par les nationalistes, elle part pour la Catalogne républicaine et travaille à l'hôpital militaire de Vallcarca (ca), à Barcelone, puis à l'hôpital de Puigcerdà (ca), en Cerdagne. En 1939, après la chute de la Catalogne, elle quitte l'Espagne et œuvre au sein du camp d'internement de Noé. Entre 1944 et 1950, elle travaille comme chirurgienne à l'hôpital Varsovie, à Toulouse, créé et animé par des médecins espagnols, et qui accueille de nombreux réfugiés espagnols. En 1958, elle émigre au Venezuela : elle s'installe à Maracaibo où elle continue son activité dans un dispensaire de la ville. Elle meurt d'un cancer du sein.

## Histoire
En 2005, la décision est prise de la fermeture définitive de l'usine AZF. Les terrains de l'usine sont acquis par la communauté d'agglomération du Grand Toulouse. Le projet porté par la communauté est celui de l'aménagement d'un lieu destiné à la recherche contre le cancer : le Cancéropôle. Les terrains sont acquis par la mairie qui définit une zone d'aménagement concerté (ZAC) entre le chemin de la Loge, la route d'Espagne et la Garonne. Le secteur sud de l'ancienne AZF doit accueillir les laboratoires de l'entreprise Fabre, construit entre , ainsi qu'un pôle de recherche lié à un hôpital. Entre 2007 et 2008, 220 hectares du site sont dépollués.
En 2009, la place Maria-Gomez-Alvarez est aménagée. Elle doit devenir le cœur du secteur A, qui doit accueillir un pôle de services, avec de l'activité tertiaire, des bureaux et des hôtels. Pourtant, la proximité de la zone du cratère créé par l'explosion du hangar 221, protégée par la justice dans l'attente de la fin du procès de l'AZF, en retarde l'aménagement.
En 2023, le groupe TotalEnergies commence les travaux qui doivent mener à la dépollution du secteur du cratère, ainsi qu'à la démolition des derniers vestiges de bâtiments. Plusieurs voix, dont celle de l'association des anciens travailleurs de l'usine, demandent la conservation de l'ancien enrobeur de nitrate, une pièce métallique de 90 tonnes. La question du remblayage du cratère, devenu au fil des années une zone humide à la biodiversité riche, est également posée.